# Sărata
Sărata is een Roemeense gemeente in het district Bacău.
Sărata telt 2304 inwoners.